# Roger Hilton
 Roger Hilton  (* 30. April 1911 in Northwood/Middlesex, London, England; † 23. Februar 1975 in Saint Just, Cornwall, England) war ein britischer Maler deutscher Herkunft. Er war ein wichtiger Vertreter der britischen Abstrakten Kunst im 20. Jahrhundert. Er gilt als Pionier der Abstrakten Malerei in England vor dem Zweiten Weltkrieg.

## Leben
Roger Hilton studierte an der Slade School of Art in London, später an der École Bissiere in Paris in den 1930er Jahren. Er begann als figurativer Maler, bevor er in den 1950er Jahren – auch unter dem Einfluss von Piet Mondrian – abstrakt zu malen begann. 1953 hielt er sich in den Niederlanden auf. Seine Arbeiten standen ab 1956 in engem Kontakt zur britischen Malergruppe St Ives Group in Cornwall, zu der unter anderem Peter Lanyon, Terry Frost, Patrick Heron, William Scott und Bryan Wynter gehörten. Im Jahr 1959 war Hilton Teilnehmer der documenta 2 in Kassel.
Roger Hilton verbrachte sein letztes Lebensjahr bettlägerig und gezeichnet vom Alkoholismus.